# Pete Pihos
Peter Louis Pihos (Orlando, Florida, 22 de octubre de 1923 – Winston-Salem, Carolina del Norte, 16 de agosto de 2011), más conocido como Pete Pihos, fue un jugador profesional estadounidense de fútbol americano que se desempeñó en la posición de end en la National Football League (NFL). Es miembro del Salón de la Fama del Fútbol Americano Profesional.

## Carrera
Pihos jugó como profesional nueve temporadas en Philadelphia Eagles (1947-1955), equipo en el que se retiró.

## Reconocimiento
El 12 de enero de 1970, fue seleccionado para ser miembro del Salón de la Fama del Fútbol Americano Profesional.